# Шарапово (деревня, Чеховский район)
Шарапово — деревня в Чеховском районе Московской области, в составе муниципального образования сельское поселение Любучанское (до 29 ноября 2006 года входила в состав Любучанского сельского округа).

## Население
| 2002 | 2006 | 2010 |
| ---- | ---- | ---- |
| 37   | ↗42  | ↗43  |

## География
Шарапово расположена примерно в 10 км (по шоссе) на север от Чехова, на безымянном притоке реки Рожайка (правый приток реки Пахры), высота центра деревни над уровнем моря — 167 м. На 2016 год в Шарапово зарегистрировано 16 улиц и 1 территория, через деревню проходит автодорога Крым.